# 金馬獎最佳音效
金馬獎最佳音效是由財團法人中華民國電影事業發展基金會的臺北金馬影展執行委員會在臺灣舉辦的電影獎項，自1962年起頒發，給予年度最出色的華語電影中音效。

## 得獎者及入圍名單

### 最佳錄音（第1屆-第32屆）
|  | 獲獎者 |

| 年份 （屆數）   | 姓名                     | 片名                   |
| --------------- | ------------------------ | ---------------------- |
| 1962 （第1届）  | 鄺護                     | 《楊貴妃》             |
| 1963 （第2届）  | 從缺                     |                        |
| 1965 （第3届）  | 孫冰韻                   | 《深宮怨》             |
| 1966 （第4届）  | 洪瑞庭                   | 《啞女情深》           |
| 1967 （第5届）  | 殷變平                   | 《蘇小妹》             |
| 1968 （第6届）  | 洪瑞庭                   | 《寂寞的十七歲》       |
| 1969 （第7届）  | 王永華                   | 《珊珊》               |
| 1970 （第8届）  | 洪瑞庭                   | 《群星會》             |
| 1971 （第9届）  | 林丁貴                   | 《落鷹峽》             |
| 1972 （第10届） | 洪瑞庭                   | 《大地春雷》           |
| 1973 （第11届） | 王永華                   | 《十四女英豪》         |
| 1975 （第12届） | 王永華                   | 《少林五祖》           |
| 1976 （第13届） | 忻江盛                   | 《梅花》               |
| 1977 （第14届） | 忻江盛                   | 《筧橋英烈傳》         |
| 1978 （第15届） | 林焜炘                   | 《煙水寒》             |
| 1978 （第15届） | 林丁貴                   | 《望春風》             |
| 1978 （第15届） | 忻江盛                   | 《汪洋中的一條船》     |
| 1979 （第16届） | 周少龍                   | 《山中傳奇》           |
| 1979 （第16届） | 忻江盛                   | 《成功嶺上》           |
| 1979 （第16届） | 王榮芳                   | 《小城故事》           |
| 1980 （第17届） | 忻江盛                   | 《古寧頭大戰》         |
| 1980 （第17届） | 王榮芳                   | 《碧血黃花》           |
| 1980 （第17届） | 林焜圻                   | 《六朝怪談》           |
| 1981 （第18届） | 鄺護                     | 《愛殺》               |
| 1981 （第18届） | 林焜圻                   | 《明天只有我》         |
| 1981 （第18届） | 王榮芳                   | 《原鄉人》             |
| 1982 （第19届） | 紀宏達                   | 《再生人》             |
| 1982 （第19届） | 忻江盛、謝義雄           | 《辛亥雙十》           |
| 1982 （第19届） | 周少龍                   | 《魔界轉世》           |
| 1983 （第20届） | 高富國                   | 《搭錯車》             |
| 1983 （第20届） | 王榮芳                   | 《大輪迴》             |
| 1983 （第20届） | 徐炳光                   | 《男與女》             |
| 1984 （第21届） | 王榮芳                   | 《玉卿嫂》             |
| 1984 （第21届） | 杜篤之                   | 《竹劍少年》           |
| 1984 （第21届） | 周少龍                   | 《省港旗兵》           |
| 1985 （第22届） | 杜篤之                   | 《超級市民》           |
| 1985 （第22届） | 忻江盛                   | 《童年往事》           |
| 1985 （第22届） | 忻江盛                   | 《結婚》               |
| 1986 （第23届） | 新藝公司                 | 《英雄本色》           |
| 1986 （第23届） | 杜篤之                   | 《我的愛》             |
| 1986 （第23届） | 王榮芳、陳正雄           | 《唐山過台灣》         |
| 1987 （第24届） | 新藝錄音室               | 《喜寶》               |
| 1987 （第24届） | 忻江盛、胡定一、楊靜安   | 《稻草人》             |
| 1987 （第24届） | 新藝錄音室               | 《喜寶》               |
| 1987 （第24届） | 新藝錄音室               | 《衛斯理傳奇》         |
| 1988 （第25届） | 邵氏錄音室、嘉禾配音室   | 《七小福》             |
| 1988 （第25届） | 新藝錄音室               | 《殺之戀》             |
| 1988 （第25届） | 徐炳光                   | 《傾城之戀》           |
| 1989 （第26届） | 嘉禾錄音室、楊偉強       | 《三個女人的故事》     |
| 1989 （第26届） | 忻江盛、胡定一           | 《香蕉天堂》           |
| 1989 （第26届） | 杜篤之、楊靜安           | 《悲情城市》           |
| 1990 （第27届） | 沈聖德                   | 《愛在他鄉的季節》     |
| 1990 （第27届） | 新藝錄音室               | 《滾滾紅塵》           |
| 1990 （第27届） | 富靈電影後期製作有限公司 | 《人間道》             |
| 1991 （第28届） | 陳偉雄                   | 《阿飛正傳》           |
| 1991 （第28届） | 杜篤之、楊靜安           | 《牯嶺街少年殺人事件》 |
| 1991 （第28届） | 王志成                   | 《推手》               |
| 1991 （第28届） | 嘉禾錄音室               | 《阮玲玉》             |
| 1992 （第29届） | 杜篤之、楊靜安           | 《少年吔，安啦！》     |
| 1992 （第29届） | 杜篤之                   | 《暗戀桃花源》         |
| 1992 （第29届） | 沈聖德                   | 《浮世戀曲》           |
| 1992 （第29届） | 忻江盛、楊靜安           | 《無言的山丘》         |
| 1993 （第30届） | 杜篤之                   | 《戲夢人生》           |
| 1993 （第30届） | 沈聖德                   | 《十八》               |
| 1993 （第30届） | 杜篤之、胡定一           | 《青春無悔》           |
| 1993 （第30届） | 梁達                     | 《秋月》               |
| 1994 （第31届） |                          |                        |
| 楊靜安          | 《愛情萬歲》             |                        |
| 朱致夏          | 《晚九朝五》             |                        |
| 杜篤之          | 《獨立時代》             |                        |
| 杜篤之          | 《多桑》                 |                        |
| 1995 （第32届） | 杜篤之                   | 《好男好女》           |
| 1995 （第32届） | Tom Paul                 | 《阿爸的情人》         |
| 1995 （第32届） | 杜篤之                   | 《超級大國民》         |
| 1995 （第32届） | 孟麒良                   | 《流浪舞台》           |

### 最佳音效（第33屆-至今）
| 年份 （屆數）   | 姓名                                                                 | 片名                       |
| --------------- | -------------------------------------------------------------------- | -------------------------- |
| 1996 （第33届） | 顧長寧                                                               | 《陽光燦爛的日子》         |
| 1996 （第33届） | 葛偉加、徐雲山                                                       | 《日光峽谷》               |
| 1996 （第33届） | 陳偉雄                                                               | 《飛虎》                   |
| 1997 （第34届） | 曾景祥                                                               | 《宋家皇朝》               |
| 1997 （第34届） | 柴崎憲治                                                             | 《雨狗》                   |
| 1997 （第34届） | 杜篤之、梁志達                                                       | 《春光乍洩》               |
| 1997 （第34届） | 楊靜安                                                               | 《河流》                   |
| 1998 （第35届） | 曾景祥                                                               | 《玻璃之城》               |
| 1998 （第35届） | Roger Savage、Paul Pirola of Soundfirm Pty Ltd.                      | 《我是誰》                 |
| 1998 （第35届） | Jay Boekelheide                                                      | 《天浴》                   |
| 1998 （第35届） | 曾景祥                                                               | 《風雲雄霸天下》           |
| 1999 （第36届） | 曾景祥                                                               | 《紫雨風暴》               |
| 1999 （第36届） | 卓寶怡                                                               | 《目露凶光》               |
| 1999 （第36届） | 杜篤之                                                               | 《千言萬語》               |
| 1999 （第36届） | 張藝                                                                 | 《黑暗之光》               |
| 2000 （第37届） | Eugene Gearty                                                        | 《臥虎藏龍》               |
| 2000 （第37届） | 杜篤之、湯湘竹                                                       | 《夜奔》                   |
| 2000 （第37届） | 王學義                                                               | 《西洋鏡》                 |
| 2000 （第37届） | 曾景祥                                                               | 《鎗王》                   |
| 2001 （第38届） | 杜篤之                                                               | 《千禧曼波》               |
| 2001 （第38届） | Philippe Morel、曾家慶                                               | 《慌心假期》               |
| 2001 （第38届） | 杜篤之、湯湘竹                                                       | 《你那邊幾點》             |
| 2001 （第38届） | 王學義                                                               | 《藍宇》                   |
| 2002 （第39届） | 廖嘉文                                                               | 《香港有個荷里活》         |
| 2002 （第39届） | 卓保怡                                                               | 《暗戰2》                  |
| 2002 （第39届） | 杜篤之、Paul Pirola                                                  | 《雙瞳》                   |
| 2002 （第39届） | 彭順、Sansab Team、Kantana Animation Co Ltd                          | 《見鬼》                   |
| 2003 （第40届） | 曾景祥                                                               | 《無間道》                 |
| 2003 （第40届） | 杜篤之、湯湘竹                                                       | 《不散》                   |
| 2003 （第40届） | 鄭穎園                                                               | 《人民公廁》               |
| 2003 （第40届） | 卓保怡                                                               | 《PTU》                    |
| 2004 （第41届） | 曹源峰                                                               | 《經過》                   |
| 2004 （第41届） | 曾景祥                                                               | 《新警察故事》             |
| 2004 （第41届） | 杜篤之                                                               | 《大選民》                 |
| 2004 （第41届） | 杜篤之                                                               | 《2046》                   |
| 2005 （第42届） | 莫美華、羅柏禹                                                       | 《黑社會》                 |
| 2005 （第42届） | 曾景祥                                                               | 《頭文字D》                |
| 2005 （第42届） | Steve Burgess、何威                                                  | 《七劍》                   |
| 2005 （第42届） | Steven Ticknor、Steve Burgess、Rob Mackenzie、Paul Pirola            | 《功夫》                   |
| 2006 （第43届） | 杜篤之、郭禮杞、柯宜均                                               | 《松鼠自殺事件》           |
| 2006 （第43届） | Jadet Chawang                                                        | 《鬼域》                   |
| 2006 （第43届） | 曾景祥                                                               | 《如果·愛》                |
| 2006 （第43届） | 杜篤之、湯湘竹                                                       | 《黑眼圈》                 |
| 2007 （第44届） | 杜篤之、郭禮杞、湯湘竹                                               | 《最遙遠的距離》           |
| 2007 （第44届） | 北京和聲創景音頻技術有限公司                                         | 《導火綫》                 |
| 2007 （第44届） | Steve BURGESS、何威                                                  | 《墨攻》                   |
| 2007 （第44届） | 曾景祥                                                               | 《傷城》                   |
| 2008 （第45届） | Steve Burgess                                                        | 《深海尋人(謎屍)》         |
| 2008 （第45届） | 王丹戎、金石源                                                       | 《集結號》                 |
| 2008 （第45届） | Sunit Asvinikul、Nakorn Kositpaisal                                  | 《投名狀》                 |
| 2008 （第45届） | 杜篤之                                                               | 《海角七號》               |
| 2009 （第46届） | 張經緯                                                               | 《音樂人生》               |
| 2009 （第46届） | 杜篤之                                                               | 《陽陽》                   |
| 2009 （第46届） | 杜篤之                                                               | 《如夢》                   |
| 2009 （第46届） | 王長銳                                                               | 《麥田》                   |
| 2010 （第47届） | 杜篤之                                                               | 《艋舺》                   |
| 2010 （第47届） | 張朝銘、高盟傑                                                       | 《當愛來的時候》           |
| 2010 （第47届） | 富康                                                                 | 《春風沉醉的夜晚》         |
| 2010 （第47届） | 王丹戎                                                               | 《通天神探 狄仁傑》        |
| 2011 （第48届） | 杜篤之、湯湘竹、吳書瑤                                               | 《賽德克·巴萊》            |
| 2011 （第48届） | 溫波、王鋼                                                           | 《讓子彈飛》               |
| 2011 （第48届） | 曾景祥                                                               | 《竊聽風雲2》              |
| 2011 （第48届） | Nopawat Likitwong、Traithep Wongpaiboon                              | 《武俠》                   |
| 2012 （第49届） | 曾景祥、黎志雄                                                       | 《大追捕》                 |
| 2012 （第49届） | 鄭穎園                                                               | 《消失的子彈》             |
| 2012 （第49届） | 董旭                                                                 | 《殺生》                   |
| 2012 （第49届） | 鄭旭志、胡定一、簡豐書、陳泉仲、周震                                 | 《痞子英雄之全面開戰》     |
| 2012 （第49届） | Traithep Wongpaiboon、Nopawat Likitwong                              | 《聽風者》                 |
| 2013 （第50届） | 杜篤之、郭禮杞                                                       | 《失魂》                   |
| 2013 （第50届） | 吳書瑤、李育智                                                       | 《餘生－賽德克．巴萊》     |
| 2013 （第50届） | Robert Mackenzie、Traithep Wongpaiboon                               | 《一代宗師》               |
| 2013 （第50届） | 鄭穎園                                                               | 《激戰》                   |
| 2013 （第50届） | 杜篤之、郭禮杞、Mark Ford                                            | 《郊遊》                   |
| 2014 （第51届） | 富康                                                                 | 《推拿》                   |
| 2014 （第51届） | 曾景祥、姚俊軒、鄒玉麟                                               | 《掃毒》                   |
| 2014 （第51届） | 陶經                                                                 | 《歸來》                   |
| 2014 （第51届） | 富康                                                                 | 《闖入者》                 |
| 2014 （第51届） | 杜篤之、湯湘竹                                                       | 《軍中樂園》               |
| 2015 （第52届） | 杜篤之、朱仕宜、吳書瑤                                               | 《刺客聶隱娘》             |
| 2015 （第52届） | 郭禮杞                                                               | 《青田街一號》             |
| 2015 （第52届） | 曾景祥、李耀強、姚俊軒                                               | 《捉妖記》                 |
| 2015 （第52届） | 杜篤之、吳書瑤、David Richardson (HKSE)                              | 《華麗上班族》             |
| 2015 （第52届） | 張陽                                                                 | 《山河故人》               |
| 2016 （第53届） | 房濤、郝智禹                                                         | 《長江圖》                 |
| 2016 （第53届） | 黃亞歷、澎葉生                                                       | 《日曜日式散步者》         |
| 2016 （第53届） | 黃錚                                                                 | 《喊·山》                  |
| 2016 （第53届） | 徐忱、李曉丹、高秋卉、任冬                                           | 《八月》                   |
| 2016 （第53届） | 楊江、趙楠                                                           | 《皮繩上的魂》             |
| 2017 （第54届） | 杜篤之、吳書瑤、杜均堂                                               | 《報告老師！怪怪怪怪物！》 |
| 2017 （第54届） | 高偉晏、陳維良、好多聲音                                             | 《目擊者》                 |
| 2017 （第54届） | 溫波                                                                 | 《冰之下》                 |
| 2017 （第54届） | 杜篤之、吳書瑤                                                       | 《大佛普拉斯》             |
| 2017 （第54届） | 李銘傑、楊嚞兢、Warren SANTIAGO、Richard HOCKS                       | 《紅衣小女孩2》            |
| 2018 （第55届） | 李丹楓、司中林                                                       | 《地球最後的夜晚》         |
| 2018 （第55届） | 龍筱竹、張金岩                                                       | 《暴雪將至》               |
| 2018 （第55届） | 楊江、趙楠                                                           | 《影》                     |
| 2018 （第55届） | 郭禮杞                                                               | 《范保德》                 |
| 2018 （第55届） | 富康                                                                 | 《風中有朵雨做的雲》       |
| 2019 （第56届） | 李丹楓、周震、嚴唯甄                                                 | 《灼人秘密》               |
| 2019 （第56届） | Narubett Peamyai、胡序嵩、楊子介                                     | 《狂徒》                   |
| 2019 （第56届） | 高偉晏、陳亦偉                                                       | 《下半場》                 |
| 2019 （第56届） | Damien Guillaume、Gilles Benardeau                                   | 《幻土》                   |
| 2019 （第56届） | 曹源峰、簡豐書、湯湘竹                                               | 《返校》                   |
| 2020 （第57届） | 郭禮杞、李東煥                                                       | 《無聲》                   |
| 2020 （第57届） | 曹源峰、何湘鈴、林子翔、李育智、王敏旭                               | 《日子》                   |
| 2020 （第57届） | 杜篤之、吳書瑤                                                       | 《幻愛》                   |
| 2020 （第57届） | 簡豐書、湯湘竹                                                       | 《消失的情人節》           |
| 2020 （第57届） | 鄭名輝、譚景華、楊智超                                               | 《狂舞派3》                |
| 2021 （第58届） | 高偉晏、朱仕宜                                                       | 《月老》                   |
| 2021 （第58届） | 簡豐書、李育智、陳家俐                                               | 《緝魂》                   |
| 2021 （第58届） | 湯湘竹、劉小草、曾雅寧                                               | 《詭扯》                   |
| 2021 （第58届） | Boom Suvagondha、Steve Miller、Warat Prasertlap、Varut Opaswatanakul | 《叱吒風雲》               |
| 2021 （第58届） | 杜篤之、江宜真、陳冠廷                                               | 《青春弒戀》               |
| 2022 （第59届） | 高偉晏、李銘杰、Richard HOCKS、Nusorn THONGKHUM                      | 《咒》                     |
| 2022 （第59届） | Nopawat LIKITWONG                                                    | 《智齒》                   |
| 2022 （第59届） | 高偉晏、蔡篤易、鄭元凱                                               | 《查無此心》               |
| 2022 （第59届） | 劉志強                                                               | 《海鷗來過的房間》         |
| 2022 （第59届） | 杜篤之、江宜真、陳煜杰                                               | 《一家子兒咕咕叫》         |
| 2023 （第60届） | 杜篤之、吳書瑤、陳冠廷                                               | 《五月雪》                 |
| 2023 （第60届） | 胡序嵩、李俊逸                                                       | 《小曉》                   |
| 2023 （第60届） | 簡豐書、孫思媛、湯湘竹                                               | 《疫起》                   |
| 2023 （第60届） | 杜篤之、黃元澤                                                       | 《少男少女》               |
| 2023 （第60届） | 簡豐書、陳家俐、楊家慎、湯湘竹                                       | 《周處除三害》             |
| 2024 （第61届） | 陳奕伶、黃年永、澎葉生                                               | 《由島至島》               |
| 2024 （第61届） | 杜篤之、杜則剛                                                       | 《默視錄》                 |
| 2024 （第61届） | 簡豐書、湯湘竹、陳家俐                                               | 《鬼才之道》               |
| 2024 （第61届） | 鄧學麟                                                               | 《看我今天怎麼說》         |
| 2024 （第61届） | 高偉晏、林廷琍、陳灉                                                 | 《白衣蒼狗》               |

## 外部連結
- 金馬獎官方網站 （页面存档备份，存于）
- 金馬影展 TGHFF的Facebook專頁
- goldenhorsefilmfestival的Instagram帳戶
- YouTube上的TGHFF頻道
- Taipei Golden Horse的X（前Twitter）